# Gla
Gla (raramente Glas) (in greco Γλά o Γλάς) fu un'importante fortezza micenea, situata nella regione greca della Beozia. Nonostante le sue impressionanti dimensioni, più di dieci volte quelle delle contemporanee Atene o Tirinto, non è mai menzionata nell'Iliade.

## Descrizione

### Localizzazione
La costruzione si trova su una collinetta calcarea che si protendeva sul lago Copaide, oggi prosciugato, o che formava una piccola isola al suo interno. L'affioramento, che si innalza di circa 38 m rispetto all'area circostante è caratterizzato da una superficie pianeggiante e misura circa 900 x 575 m. L'antico toponimo del sito è sconosciuto: non è chiaro se sia uno dei siti della Beozia nominati da Omero (alcuni studiosi suggeriscono di identificare Gla con l'omerica Arne). Il nome corrente, Gla, deriva dal termine albanese per fortificazione; i locali chiamano il sito Paliokastro (in greco moderno antica fortezza).

### Dimensioni
Gli scavi hanno rivelato diversi dettagli riguardo alle mura della fortificazione (sempre rimaste visibili) e, all'interno, riguardo ai resti di edifici del periodo miceneo. La fortificazione racchiude un'area di circa 20 ettari, circa dieci volte l'estensione di città coeve come Atene o Tirinto.

### Mura
Le mura sono costituite da blocchi calcarei di media grandezza, per lo più innalzate secondo la tecnica ciclopica dell'opera poligonale (l'uso di conci si registra in alcuni dei varchi di accesso). Esse hanno una lunghezza totale di 2, 8 km, sono spesse fino a 6, 75 m e alte tra i 3 e i 5 metri. In diversi punti sono costruite direttamente sui dirupi che delimitano l'affioramento calcareo. Sono presenti quattro porte, un numero insolitamente alto per una fortezza micenea, disposte a nord, a est, a sud e a sud-est. Elaborate rampe portano alle porte. La fortezza può essere datata al Tardo Elladico III B iniziale, cioè a circa il 1300 a.C.

### Il prosciugamento del lago Copaide
Si pensava che una gran parte dell'area racchiusa dalle mura fosse priva di edifici. Questo portò gli archeologi a ritenere che servisse come rifugio per i contadini della zona del lago Copaide in caso di attacco. Ciò suggerisce che il territorio dominato dalla cittadella di Gla fungesse da granaio del mondo miceneo. Questa tesi è avvalorata dal fatto che il lago Copaide, il più grande lago della Grecia centrale, fu prosciugato da un sistema di dighe e canali (uno dei risultati più sorprendenti dell'ingegneria dell'età del bronzo) più o meno al tempo della costruzione di Gla, creando una vasta e fertile pianura. Il sistema di drenaggio collassò a seguito di distruzione o di abbandono alla fine della civiltà micenea o poco dopo; durante l'antichità classica, il bacino si riempì nuovamente ed il lago si riformò. Fu prosciugato una seconda volta nel XIX sec. Ulteriori studi, ancora in corso, hanno dimostrato l'esistenza di numerosi edifici, non ancora scavati, silos, case, laboratori artigianali, possibili piccoli palazzi e magazzini, modificando l'idea iniziale di una cinta di mura originalmente vuota eccetto poche strutture, e restituendo l'immagine di una città originariamente fitta di costruzioni e densamente popolata.

## Strutture interne

### Il Palazzo

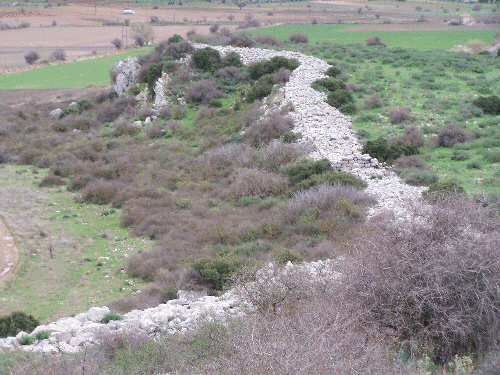
La sezione nord-orientale della fortificazione vista dal "palazzo": probabilmente il terreno più basso visibile nella foto faceva parte del lago Copaide

L'elemento più caratteristico dell'area interna alle mura è un grande edificio a forma di L, spesso descritto come il "palazzo". È situato nella parte nord della cittadella, che in questa zona è divisa da diversi muri interni. Il "palazzo" si trova si una terrazza artificiale e consiste di tre ali. Ogni ala contiene per lo più stanze molto piccole, disposte in gruppi di sei e rese accessibili da corridoi, Alle due estremità della L si trovano stanze disposte in modo somigliante al sistema vestibolo-anticamera-mégaron di Tirinto, Micene, Dimini e Pilo.
Ciononostante, la mancanza di diverse caratteristiche tipiche degli altri palazzi micenei, in particolare della "sala del trono", di un focolare circolare e di un "bagno", solleva alcuni dubbi sulla destinazione dell'edificio come palazzo. Inoltre spesso le città micenee avevano due palazzi, che qui non sono ancora stati trovati.

### L'Agora
Altri due complessi architettonici sono stati rinvenuti più a sud, nell'area della cosiddetta "agorà", che è separata dall'area del palazzo da un muro. I due complessi sono l'uno parallelo all'altro (lungo l'asse nord-sud) e presentano una pianta simile. In ognuno di essi un lungo corridoio collega gli edifici a nord e a sud del complesso. Al loro interno sono divisi in piccole stanze. Gli studiosi non sono concordi sul loro funzione. Si è ipotizzato un uso come caserme, magazzini/centri di distribuzione o officine artigianali. L'ipotesi dei magazzini è supportata dal ritrovamento di una grande quantità di grano carbonizzato (probabilmente andato a fuoco durante la distruzione del sito) in uno degli edifici.

## Le Tegole
Un'interessante caratteristica degli edifici di Gla è rappresentata dal rinvenimento di tegole di copertura in terracotta, fatto questo che suggerisce che alcuni edifici micenei avessero già veri e propri tetti ricoperti di tegole simili a quelli conosciuti per l'antichità classica.
Ci sono alcune prove che permettono di affermare che la presenza umana a Gla non si limitò al periodo miceneo. Ad esempio, il sito ha restituito ceramica risalente ad un periodo compreso tra il Neolitico e l'era bizantina. Non sembra comunque essere stato occupato durante il periodo greco e romano.